# Mikrorajon

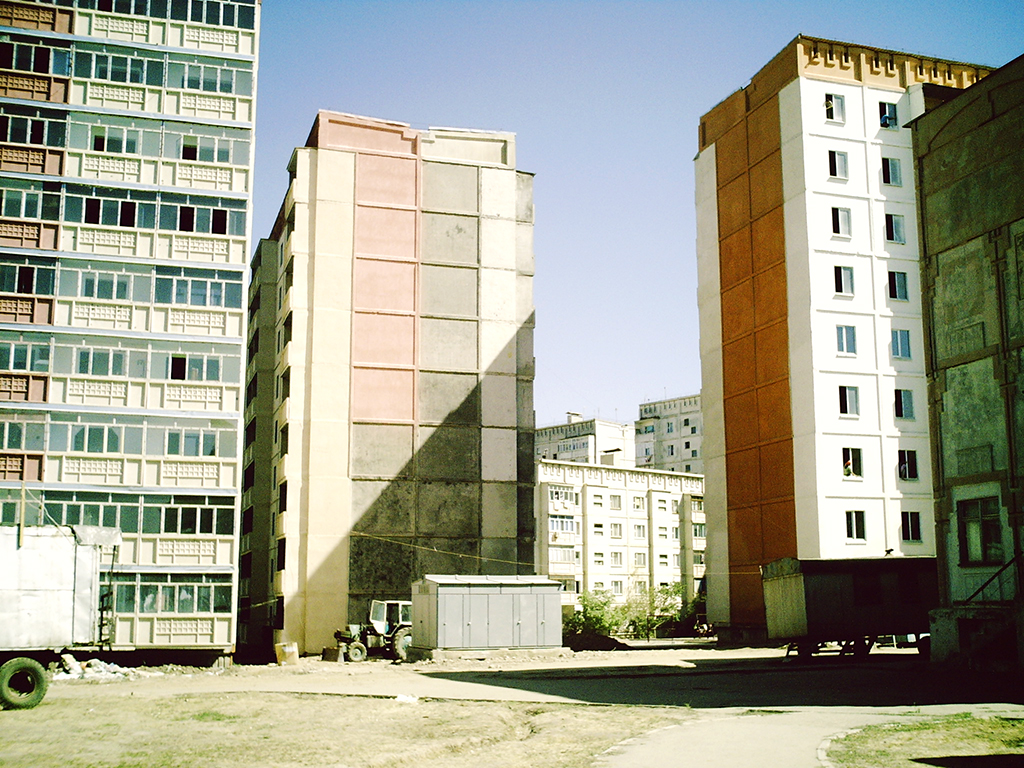
Das m/r im Mikrorajon Dschal in Bischkek

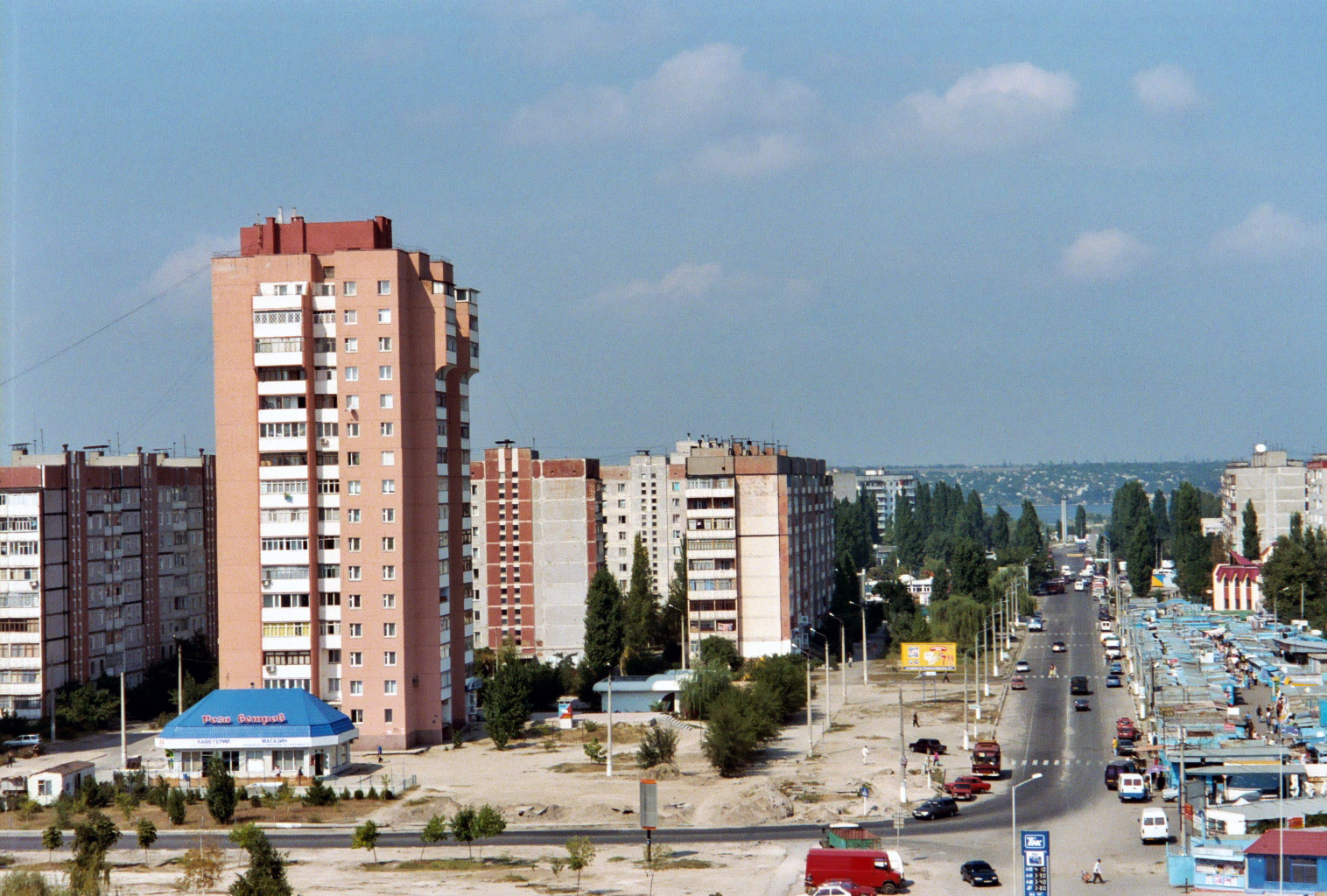
Mikrorajon in Mykolajiw

Mikrorajon (russisch Микрорайон) ist die Bezeichnung einer Siedlung außerhalb einer Kernstadt in der ehemaligen UdSSR. Mikrorajony sind typischerweise mit standardisierten mehrgeschossigen Gebäuden in Großtafelbauweise („Plattenbau“) bebaut.
Der Begriff Mikrorajon bezeichnet eine noch kleinere räumliche Ordnung als den Rajon. Ein Mikrorajon war und ist zunächst die Bezeichnung einer eigenständigen planerischen Einheit in der Planungsphase einer Stadterweiterung oder -neugründung. Nach seiner Fertigstellung gingen die Benennungen der fortlaufend durchnummerierten Mikrorajony oft in den Sprachgebrauch seiner Bewohner über. Oftmals ist die Bezeichnung des Mikrorajons Bestandteil von Bus- oder Straßenbahn-Haltestellennamen. Der Begriff Mikrorajon kommt auch häufig in der Adresse bzw. der Anschrift vor.
Gemäß der sowjetischen Planungsnormen bedeckt ein Mikrorajon eine Fläche von zehn bis 60, maximal 80 Hektar. Es soll nicht durch Haupt-Autostraßen zerschnitten werden. Weiterhin gelten Maximalentfernungen zu den Infrastruktureinrichtungen (z. B. Schulen nicht weiter als 500 m vom entferntesten Wohnblock).
Ein Mikrorajon verfügt gewöhnlich über eigene Kindergärten, Schulen und Freizeitinfrastruktur (Spiel-, Sportplätze) sowie je nach Größe Einzelhandels-, Gesundheits- und Verwaltungseinheiten.
In der DDR wurde das sowjetische Modell des Mikrorajons übernommen, trug dort die Bezeichnung „Wohngebiet“ und wurde ebenfalls durchnummeriert. Diese Bezeichnungsweise hält sich bis heute (z. B. in Berlin-Marzahn, Strausberg u. a.).